# Karungi
Karungi (Fins: Karunki) is een dorp binnen de Zweedse gemeente Haparanda. Het is ontstaan toen reizigers /evangelisten vanuit de buurt van Tornio naar het noorden trokken. In 1745 werd er ter plekke een kapel gebouwd en die werd Karungi genoemd. Het hield tot 1789 een eigen parochie, maar werd daarna ingedeeld bij de geloofsgemeente van Karl Gustav. Karungi is twee- à drietalig; de officiële talen zijn Zweeds en Fins, een minderheid spreekt Meänkieli.
Karungi was van grote betekenis in de Eerste Wereldoorlog. Karungi ligt aan de rivier Torne, die hier de grens vormt met Finland. Zweden was destijds neutraal en het noorden van Finland was nauwelijks betrokken bij die oorlog. Aangezien direct goederenvervoer en briefuitwisseling tussen West- en Oost-Europa op het continent niet mogelijk was, week men uit naar hier. Karungi kreeg toen even het drukste postkantoor ter wereld. Daadwerkelijke overdracht van goederen en brieven vond plaats in de dubbelstad Haparanda / Tornio, aangezien Karungi geen vaste verbinding heeft met de Finse overzijde.

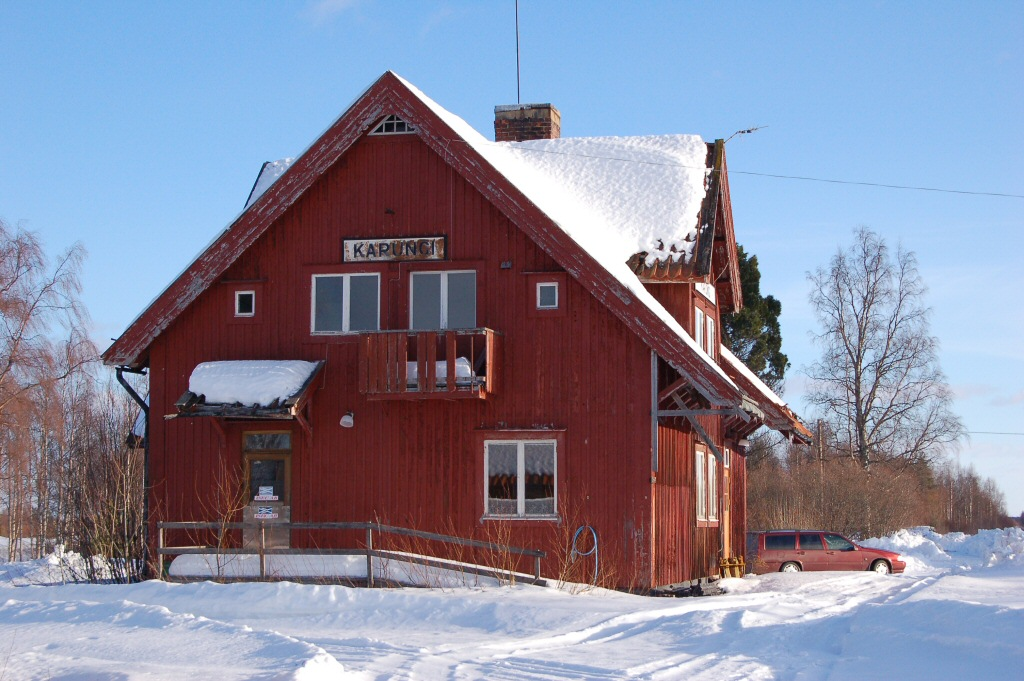
Station van Karungi
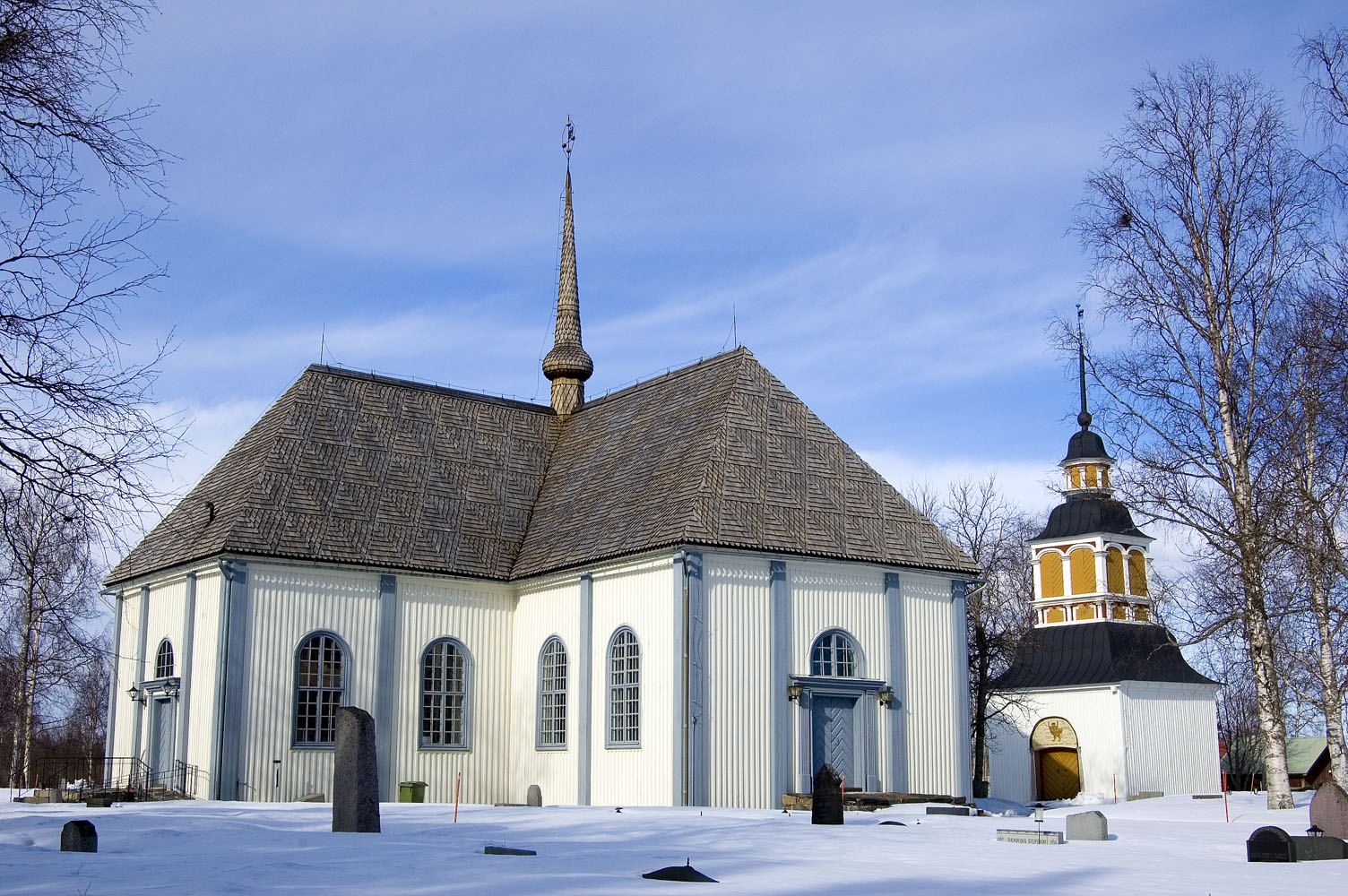
Karl Gustavkerk

## Verkeer
Karungi ligt aan de Riksväg 99. Van 1916 af was Karungi bereikbaar per trein vanuit Boden en Haparanda, de zogenaamde Haparandalijn. Tevens kreeg het een spoorverbinding naar Övertorneå via de Spoorlijn Karungi-Övertorneå. In de jaren 80 kwam daaraan een eind; nu heeft het dorp alleen nog een busstation.

## Naamsverwisseling
Officieel ligt Karungi in Zweden en Karunki (aan de overzijde van de rivier) in Finland, maar de beide namen worden in het gebied door elkaar gebruikt voor beide plaatsen.
Alatalo · Barsk · Haparanda · Kangas · Kankaanranta · Karungi · Kattilasaari · Keräsjänkkä · Keräsjoki · Korpikylä · Korva · Kukkola · Lappträsk · Marielund · Mattila · Nikkala · Parviainen · Purra · Salmis · Seskarö · Säivis · Vojakkala · Vuono · Vittikko